# Pinos piñoneros

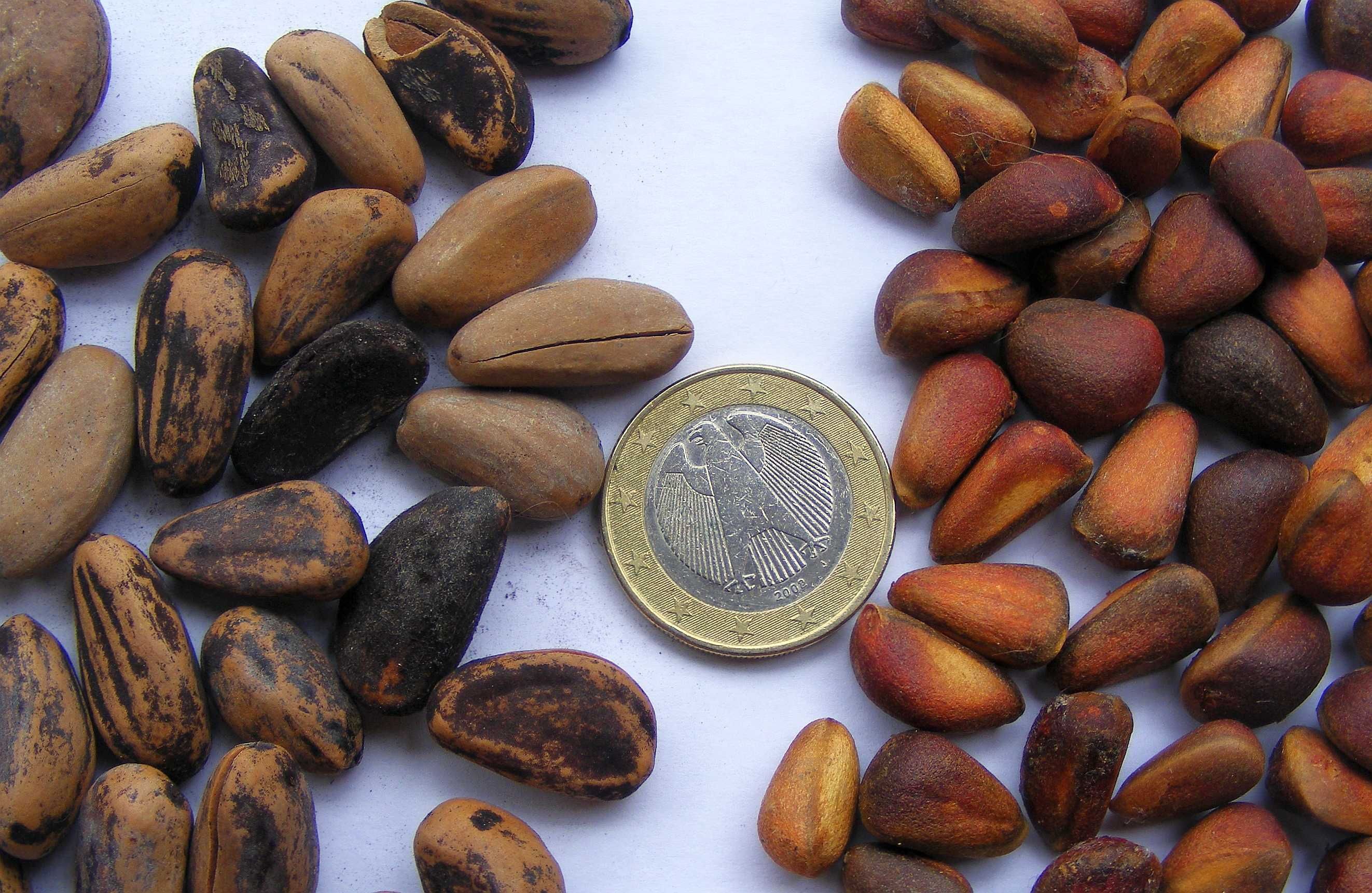
Piñones de pino piñonero (izquierda) y de pino cembro (derecha)

Existen dos especies de pino que suelen denominarse pino piñonero debido a que tienen un piñón comestible que puede servir de alimento: Pinus pinea en España y Pinus cembroides en México. Existen otras especies de pino que también producen piñones comestibles como el Pinus koraiensis (pino de Corea) cuyas semillas se comercializan internacionalmente y se llaman comúnmente piñón chino.

## Otras especies
Otras especies de pino que dan piñones comestibles son:
- Pinus cembra, montañas de Europa central.
- Pinus koraiensis o Pino de Corea.
- Pinus gerardiana originario de Afganistán y Pakistán.
- Pinus sibirica, originaria de Siberia.
- Pinus pumila, Siberia y oeste de Asia.
- Pinus armandii, originario de China.
- Pinus bungeana oriundo de China.
- Pinus edulis, originario de Norteamérica.
- Pinus monophylla originario de Estados Unidos y México.
- Pinus sabineana (no encontrada en Wikipedia)
- Pinus torreyana originario de Estados Unidos
- Pinus lambertiana originario del suroeste de los Estados Unidos y el noroeste de México.